# بيبي بومر (لعبة فيديو)
بيبي بومر (بالإنجليزية: Baby Boomer)‏ ، هي لعبة إلكترونية من نوع لعبة التصويب، أنتجت اللعبة عام 1989م.

## طريقة اللعبة
يجب حماية الطفل الرضيع بحمل لعبة المسدس، ويجب الحد من خطورة الفخ وهجوم الفئران على الطفل الرضيع حتى لا يشعر بالأذى، وتعاد اللعبة من جديد .

## مصدر
1. ↑  "Game overview". جيم فاكس. مؤرشف من الأصل في 2017-09-22. اطلع عليه بتاريخ 2011-11-08.